# Mellensee (Am Mellensee)

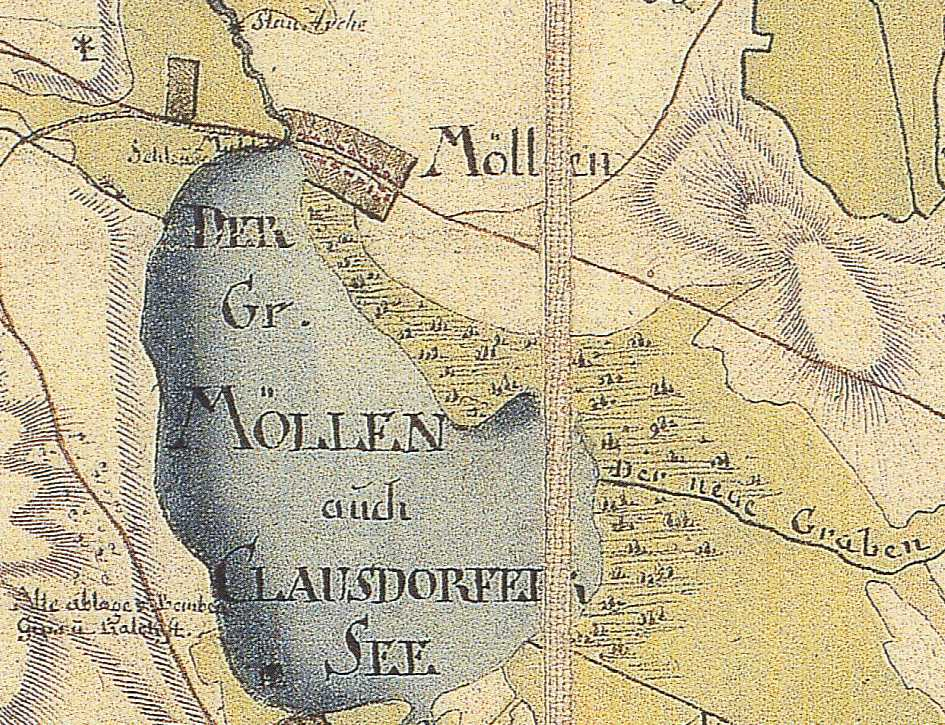
Mellensee, damals Möllen genannt, auf der Schmettauschen Karte von 1767–87

Mellensee (bis 1930 nur Mellen, dann in Mellensee umbenannt) am gleichnamigen Mellensee gelegen, ist ein Ortsteil der amtsfreien Gemeinde Am Mellensee im Landkreis Teltow-Fläming (Brandenburg). Bis zum Zusammenschluss 2002 mit anderen benachbarten Gemeinden zur (Groß-)Gemeinde Am Mellensee war Mellensee eine Gemeinde innerhalb des damaligen Amtes Am Mellensee. Der Ortsteil bezeichnet sich touristisch als „Dorf der Fischer“.

## Lage
Mellensee liegt im nordöstlichen Teil der Gemeinde Am Mellensee. Es grenzt im Norden, Osten und Südosten an das Gebiet der Stadt Zossen, im Westen an den Ortsteil Saalow und im Süden an die Ortsteile Rehagen und Klausdorf, alle drei Ortsteile der Gemeinde Am Mellensee.
Der Ort liegt am Nordende des Mellensees, von dem der Ort seinen Namen erhielt. Durch den Ort führt die L 791, die in Zossen von der B 96 abzweigt und westlich des Ortes auf die L 79 trifft, die von Saalow nach Klausdorf führt.

## Geschichte und Etymologie

### 15. bis 17. Jahrhundert
In Mellen, früher auch Möllen, wurde 1430 eine Mühle erstmals urkundlich genannt („uf der mül czu Mollen“). Es ist damit die Ersturkunde des Sackgassendorfes. Schlimpert leitet den Namen von einer slawischen Grundform Mel'n = Sandbank, Untiefe. Der Name war ursprünglich der Name des Sees, an dem der Ort liegt, und der auf den Ort übertragen wurde. Die Namensherkunft von Mühle, niederdeutsch Molle/Mölle, hält er für nicht wahrscheinlich. Der Ort gehört ursprünglich zur Herrschaft Zossen, die 1490 vom brandenburgischen Kurfürsten Johann Cicero gekauft worden war. Die Wassermühle mit zwei Gängen wurde 1576 vom Kurfürsten Johann Georg gekauft. Weil es an Kundschaft fehlte, wurde sie im Dreißigjährigen Krieg teilweise stillgelegt. 1583 lebten im Ort der Lehnschulze, der vier Hufen bewirtschaftete, vier Zweihufner, neun Kötter. Die Gemarkung war insgesamt zwölf Hufen groß. Vor dem Dreißigjährigen Krieg lebten in Mellensee fünf Hufner, neun Kötter sowie ein Hirte. Im Krieg schien der Ort im unmittelbaren Vergleich zu anderen Orten nicht allzu schwer in Mitleidenschaft gezogen worden sein: 1652 gab es vier Bauern mit einem Knecht sowie neun Kötter mit einem Knecht. Allerdings kam es 1637 zu einer „großen Plünderung“, bei der das Lehnschulzengut „völlig eingeäschert“ worden war. Vor 1653 erhielten die Gebrüder Ruden(Studen) das Lehnschulzengut und besetzten es wieder neu. Anschließend gaben sie den Ort 1653 an den Amtsschreiber J. Schröder aus Zossen weiter, der dafür gesorgt hatte, dass es 1655 wieder einen Schulzen mit vier Hufen gab – sowie die neun Kötter. Die kurfürstliche Wassermühle wurde ebenfalls erwähnt, galt aber als „kriegszerstört“. 1661 wechselte der Eigentümer erneut und Mellensee kam in den Besitz des Amtsschreibers Christian Vogelsang, der 1662 einen wüsten Bauernhof erwarb. Er gab den Ort 1685 an die Familie Alborn – zunächst wiederverkäuflich, ab 1697 erblich – weiter.

### 18. Jahrhundert
1711 gab es in Mellensee fünf Hufner, sieben Kötter, einen Hirten, einen Knecht und zwei Paar Hausleute. Sie zahlten für die 12 Hufen große Gemarkung je acht Groschen Abgaben. Um 1715 wechselte der Besitz erneut und gelangte an A. Kramer, der ihn bereits 1717 an die Familie Koch und dessen Schwiegersohn Heidenreich weitergab. Sie hielten Mellensee bis 1743 und verkauften das Lehnschulzengut an den Hofrat Schönebeck. Er erhielt weiterhin zwei besetzte Bauerngüter, das Köttergut mit der Bierschankgerechtigkeit, zwei Büdnerhäuser und die „Entreprise die Milze“. Hinzu kamen zwei Grundstücke auf der Feldmark Zossen. 1745 wurden in Mellensee erstmals ein Krug sowie das Forsthaus erwähnt. Außerdem wird erstmals die Hauptschleuse des Nottefließes erwähnt. 1753 wollte Hofrat Schönebeck vier Kolonistenhäuser auf der Miltze errichten lassen, worüber es zum Streit mit den Bauern kam, die bisher die Miltze als Weide genutzt hatten.
1755 waren ein Leineweber und ein Schneider im Dorf wohnhaft. Hinzu kamen das Lehnschulzengut der Familie Schönebeck, vier Zweihufner, zehn Kötter einschließlich des Müllers, sieben Büdner, drei Hirten und ein Nachtwächter. Außerdem gab es vier Einleger sowie eine Wassermühle. 1763 waren zwei, 1764 vier Kolonistenhäuser auf der Miltze entstanden, Kolonie genannt. Sie erhielten je anderthalb Morgen Wiese und einen Garten; außerdem gab es zwei Drescherhäuser. Im gleichen Jahr übernahm der Landjäger Kienast den Ort, der ihn 1772 an den Major von Bockelberg übergab. Von dort gelangte Mellensee 1788 bis nach 1805 an den Lehnschulzen Rust.

### 19. Jahrhundert

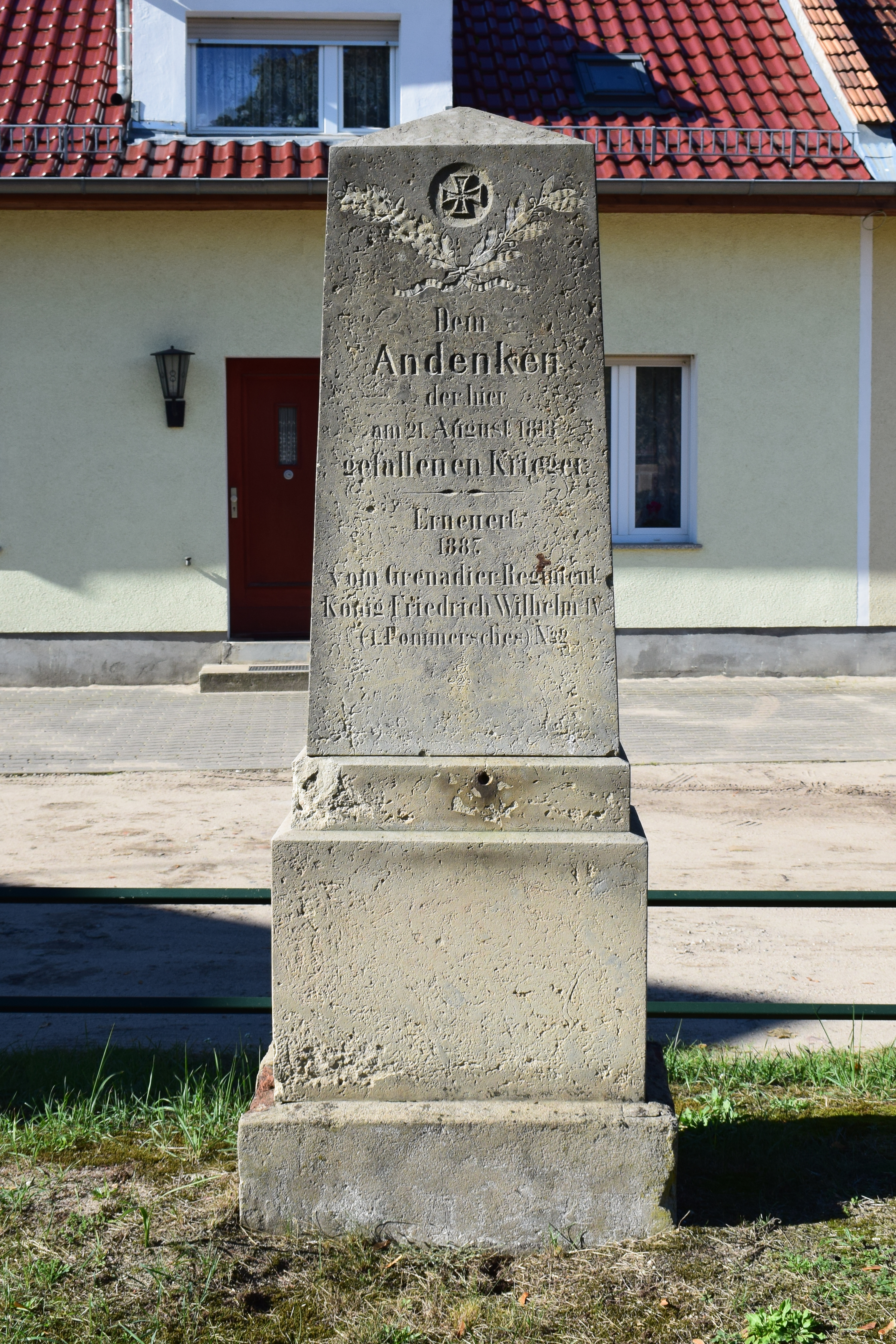
Gedenkstein für die Gefallenen des Gefechts bei Mellensee am 21. August 1813

1801 wurde neben der Wassermühle auch eine Windmühle genannt. Es gab einen Lehnschulzen, vier Ganzbauern, acht Ganzkötter, sechs Büdner, neun Einlieger und einen Krug. Das Dorf hatte nun einschließlich der Kolonie 146 Einwohner; es gab 28 Feuerstellen (=Haushalte).
Am 21. August 1813 kam es am Mühlenfließ zu einem Gefecht zwischen preußischen Truppen, die sich östlich davon verschanzt hatten, und französischen Truppen, die auf Zossen vorrücken wollten. Der Angriff wurde auf der Brücke zurückgeschlagen. Die Verteidiger verloren zwei Offiziere und elf Soldaten. Vier Soldaten, die bei Mellensee gefallen waren, wurden auf einem kleinen Friedhof am Rande des damaligen Ortes beigesetzt. Zur Erinnerung an dieses Gefecht wurde ein Denkmal errichtet, ein Obelisk und ein Findling mit Inschrift. Das Denkmal wurde 2008 in die Landesdenkmalliste aufgenommen und 2010 durch die Gemeinde und freiwillige Helfer renoviert. 1840 war das Dorf auf 33 Wohnhäuser angewachsen. 1858 lebten und arbeiteten in Mellensee zwölf Hofeigentümer mit 20 Knechten und Mägden. Es gab 18 nebengewerbliche Landwirte, 23 Arbeiter und zwei Bediente. Im Ort bestanden 30 Besitzungen. Die größte war 576 Morgen groß, 14 weitere zwischen 30 und 300 Morgen groß (zusammen 1784 Morgen), sechs weitere zwischen fünf und 30 Morgen (zusammen 51 Morgen) und neun weitere, die zusammen auf 19 Morgen kamen. 1860 standen im Ort ein öffentliches, 31 Wohn- und 64 Wirtschaftsgebäude, darunter eine Wassergetreidemühle und eine Getreidemühle. Es entstand der Schutzbezirk Mellen mit Waldwärterwohnung in Saalow, die zum Forstrevier Zossen gehörte. 1894 entstand dort das Forsthaus Mellen, das zum Gutsbezirk Kummersdorfer Forst gehörte.

### 20. Jahrhundert

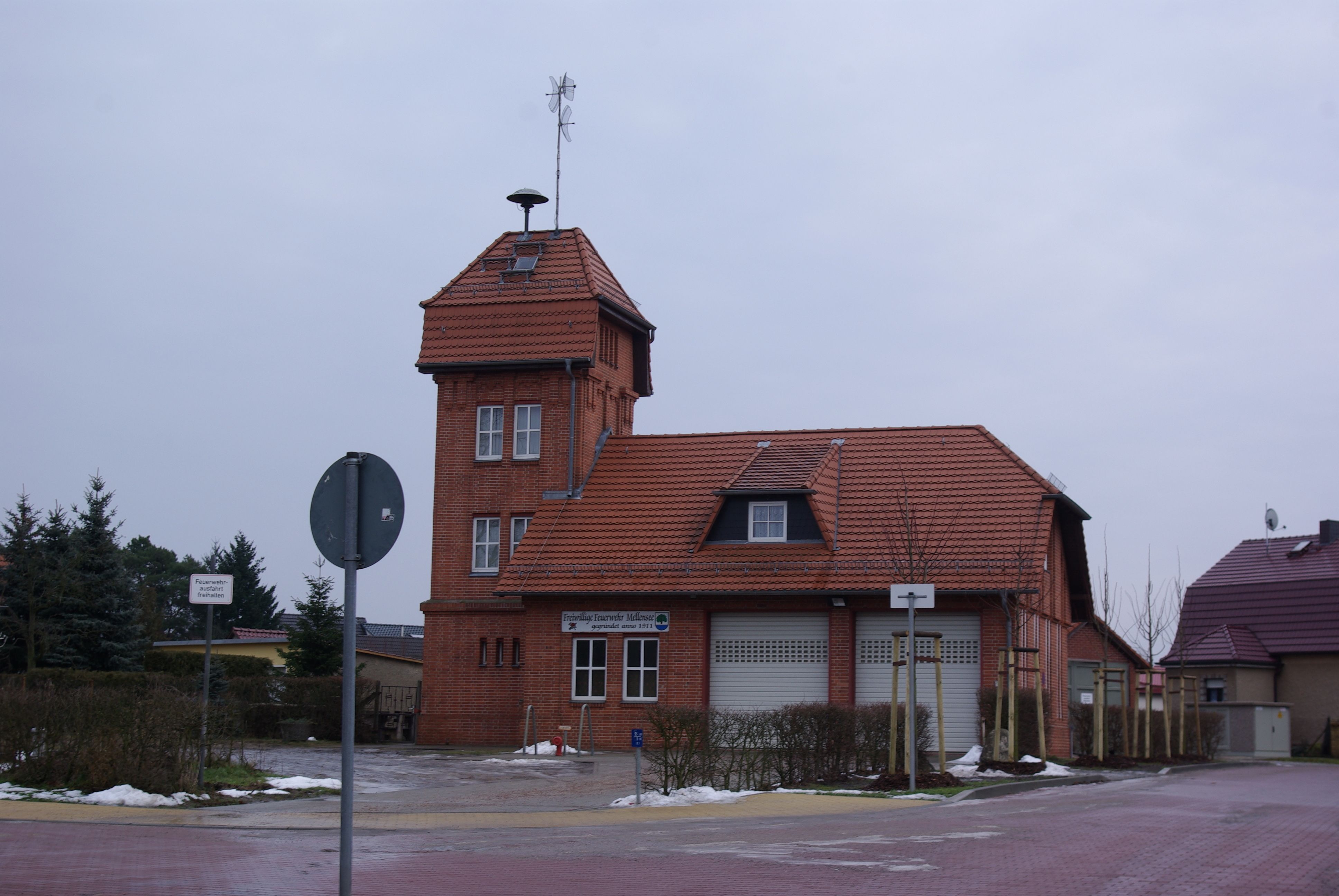
Feuerwehrhaus

Im Jahr 1900 gab es im Ort bereits 67 Häuser; 1931 waren es 145 Wohnhäuser. 1911 wurde die Freiwillige Feuerwehr Mellensee gegründet. 1913 wurde ein neues Feuerwehrhaus errichtet. Im Keller befand sich damals die dörfliche Arrestzelle. 1928 wurden aus dem Gutsbezirk des Hauses Zossen rund vier Hektar in die Gemeinde Mellensee eingemeindet. 1932 gab es neben der Gemeinde die Wohnplätze Chausseehaus, Heideteich, Bahnhof Mellen-Saalow und Schleusenhaus. Im Jahr 1939 bestanden im Ort acht land- und forstwirtschaftliche Betriebe, die zwischen 20 und 100 Hektar bewirtschafteten. Weitere 13 Betriebe bewirtschafteten zwischen fünf und zehn Hektar, 42 weitere zwischen 0,5 und fünf Hektar. Nach dem Zweiten Weltkrieg wurden 259 Hektar enteignet und 25 Hektar neu aufgeteilt. 26 Bauern erhielten maximal einen Hektar Land. Seit 1953 hatte Mellensee eine Landwirtschaftliche Produktionsgenossenschaft Typ I. Die LPG Typ III hatte 1954 51 Mitglieder, die 135 ha Nutzfläche bewirtschafteten. 1960 wurden 254 ha bewirtschaftet. In den 1950er Jahren war der VEB (K) Holzchemie Mellensee auf dem Gelände am Bahnhof der größte Betrieb zur Herstellung von Holzkohle in der DDR. Hergestellt wurden außerdem Kienteer, Kienöl und Rohholzessig. 1955 hatte der Betrieb 55 Beschäftigte. 1961 hatte die LPG Typ I noch 10 Mitglieder, die lediglich 29 ha bewirtschafteten. Seit 1972 wurde die landwirtschaftliche Nutzfläche von der Kooperativen Abteilung Pflanzenproduktion in Nächst Neuendorf bewirtschaftet. 1961 existierte auch eine Produktionsgenossenschaft der Binnenfischer mit zehn Mitgliedern im Ort, die sich 1974 mit den Produktionsgenossenschaften aus Kolberg und Bestensee zur Produktionsgenossenschaft „Aurora“ zusammenschloss. Diese zerfiel zunächst nach der Wende in einige kleine Einzelbetriebe. 1993 wurde die Fischerei Aurora GbR durch sechs Gesellschafter neu gegründet, jedoch ohne Beteiligung der Mellenseer Fischer. Derzeit gibt es noch drei Fischer in Mellensee, das sich touristisch als „Dorf der Fischer“ bezeichnet und alljährlich ein Fischerfest veranstaltet.
1988/1989 wurde durch das Nationale Aufbauwerk (NAW) ein Schulungs- und Versammlungsraum mit Sozialtrakt an das Feuerwehrhaus angebaut.
| Jahr | Einwohner                             |
| ---- | ------------------------------------- |
| 1583 | 60–80 (5 Bauern, 9 Kossäten, 1 Hirte) |
| 1734 | 123                                   |
| 1772 | 164                                   |
| 1801 | 146                                   |
| 1817 | 160                                   |
| 1840 | 198                                   |
| 1858 | 264                                   |
| 1895 | 401                                   |
| 1925 | 811                                   |
| 1939 | 1267                                  |
| 1946 | 1398                                  |
| 1964 | 1379                                  |
| 1971 | 1356                                  |
| 2006 | 1162                                  |
| 2015 | 1166                                  |
| 2021 | 1233                                  |

## Freizeit und Tourismus

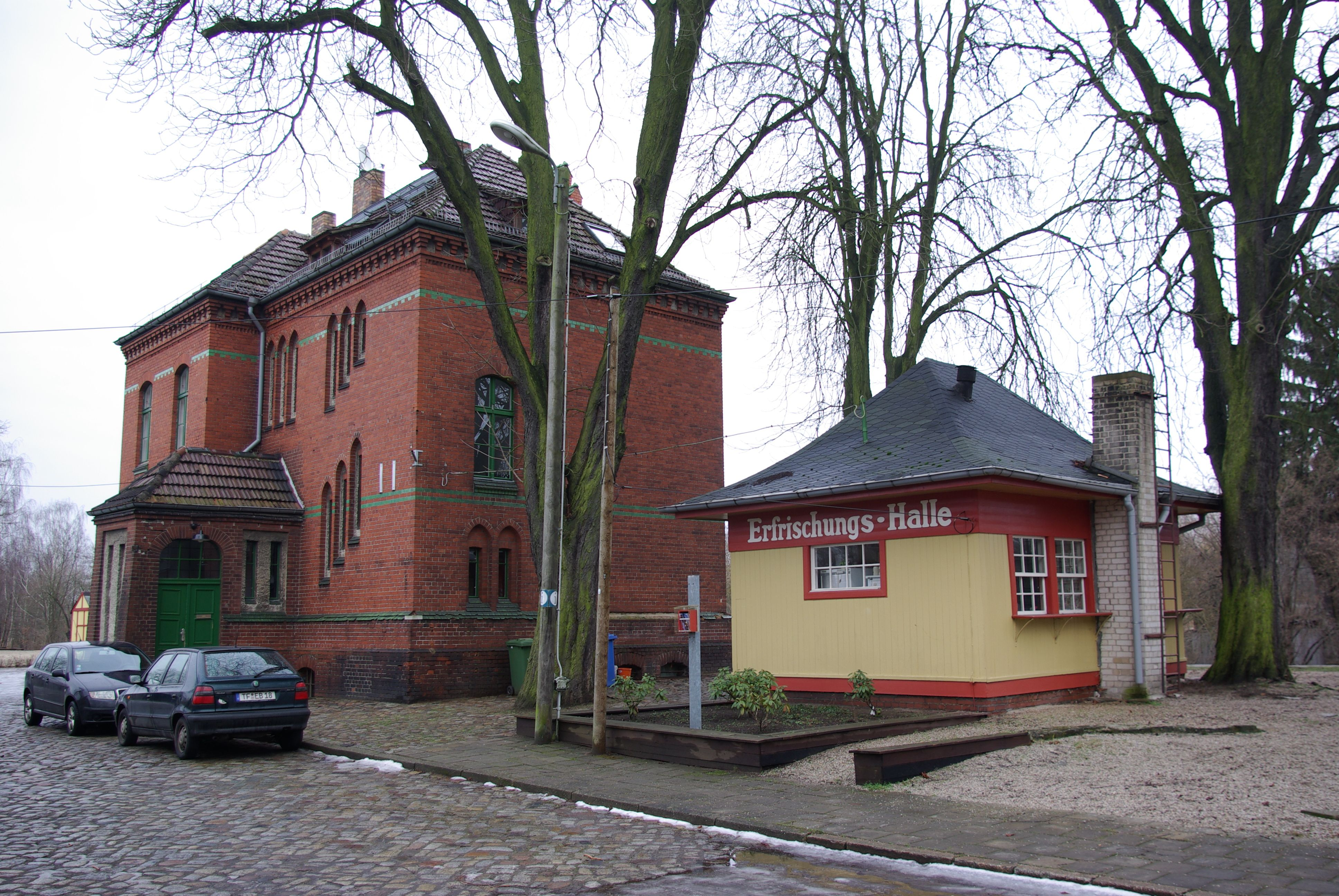
Bahnhof Mellensee-Saalow (auf der Gemarkung von Mellensee)

Bereits zu DDR-Zeiten entwickelten sich die drei Gemeinden Klausdorf, Sperenberg und Mellensee mit ihren Freibädern zu Naherholungszentren im Großraum Berlin. Auf den Gemarkungen dieser Orte entstanden Wochenendhäuschen und Bungalowsiedlungen.
An den Tourismus knüpfte der Ort nach der Wende wieder an. Im Sommer veranstaltet der Ort das Fischerfest mit Musik, Tanz, Geschichte, Angelwettbewerben und anderem mehr. Höhepunkt des Festes ist die Wahl und Krönung der Fischerkönigin. Mellensee besitzt ein Naturstrandbad am Ostufer des Mellensees. Auch Ruderboote können hier ausgeliehen werden.
Um 1600 wurde die Notte ausgebaut, um den Transport von Ziegelsteinen aus den Klausdorfer Ziegelgruben und Gips vom Sperenberger Gipsberg auf dem Wasserweg zu ermöglichen. Sie wurde um 1856–1858 kanalisiert. Die kanalisierte Notte ermöglicht eine Wasserverbindung auch für Wassersportler vom Mellensee bis nach Berlin. Parallel zur kanalisierten Notte führt ein Teilabschnitt der über 40 km langen Draisinen-Erlebnisbahn von Zossen nach Jüterbog.
Das Pestalozzi-Fröbel-Haus unterhält am Mellensee eine Freizeiteinrichtung, die von Kitas und Schulsozialarbeit genutzt wird.

## Schulen
Die Gemeinde Am Mellensee unterhält in Mellensee eine einzügige Grundschule.

## Denkmale und Sehenswürdigkeiten
Baudenkmale
- siehe Artikel Liste der Baudenkmale in Am Mellensee

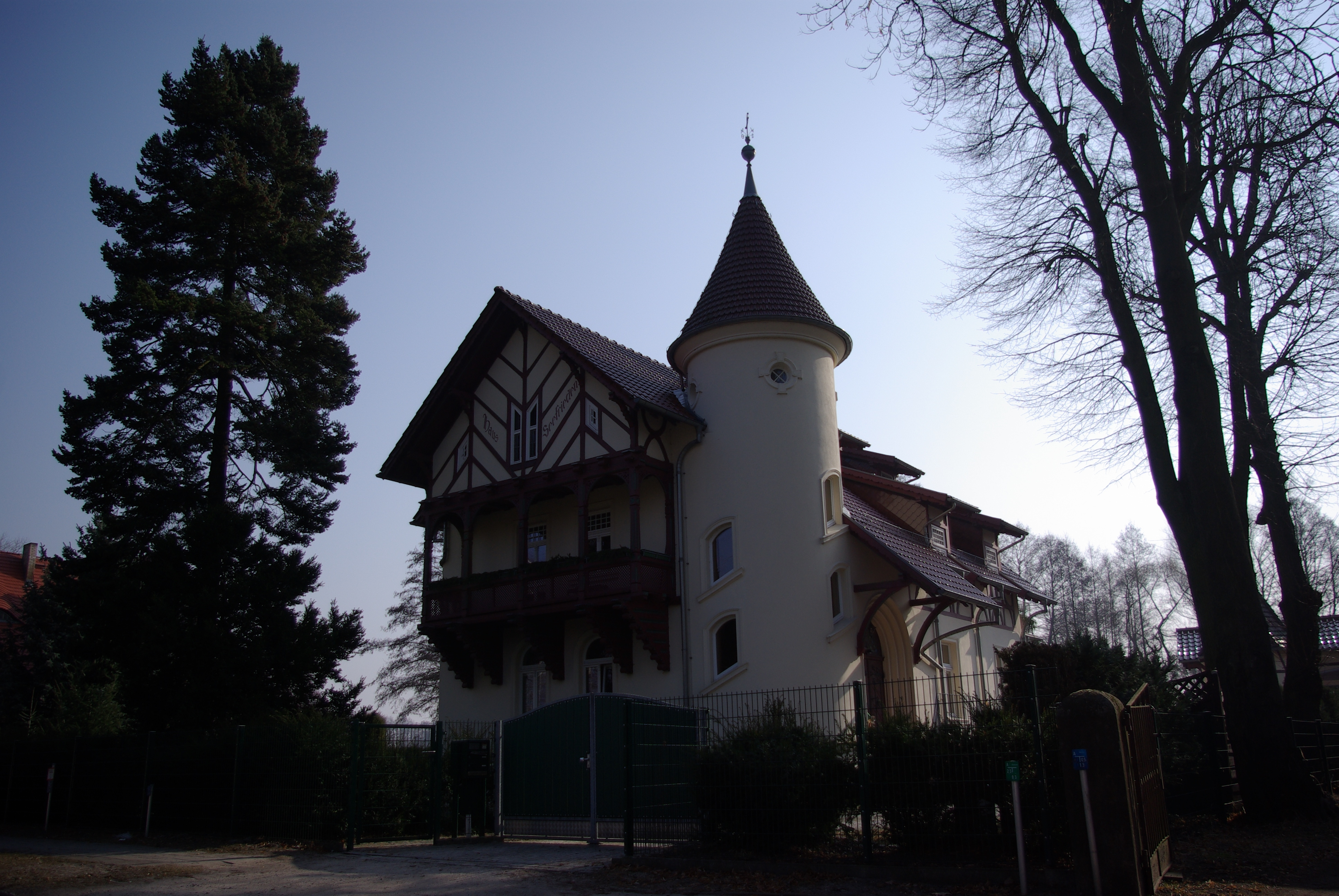
Villa Seefrieden

Neben dem Bahnhofsgebäude stehen zahlreiche Villen unter Denkmalschutz, die Anfang des 20. Jahrhunderts meist entlang der Hauptstraße entstanden.
Bodendenkmale
Die Denkmalliste des Landes Brandenburg verzeichnet für Mellensee zahlreiche Bodendenkmäler, davon weit über 10 Rast- und Werkplätze der Steinzeit und steinzeitliche Siedlungen, mehrere Siedlungen der Ur- und Frühgeschichte, zwei Siedlungen und ein Gräberfeld der Bronzezeit, eine Siedlung und ein Gräberfeld der Eisenzeit, zwei Siedlungen der römischen Kaiserzeit sowie den mittelalterlichen bis neuzeitlichen Ortskern.